# 陶樑
陶樑（1772年—1857年），家譜本名惟樑, 字甯求、鳧薌，号鳧香，江蘇長洲縣（今蘇州市）人，清朝政治人物，進士出身。官至禮部左侍郎。

## 生平
來自蘇州陶氏家族。曾祖陶守禮為鄉飲賓，祖陶宗鐔為吳縣庠生,父陶緒彭（榜名陶澎）為乾隆四十二年（1777年）丁酉科副榜。陶樑為嘉慶十三年（1808年）登進士，改庶吉士。嘉慶十四年（1809年）授翰林院編修，任日講起居注官。嘉慶十八年（1813年）任順天鄉試同考官。
嘉慶十九年（1814年），林清之變，天理教徒闖入紫禁城。陶樑正在文穎館修書，其仆駱升聽聞警訊，把陶樑藏在書櫥之中，隻身守護，身中數刀。次日，紛亂平定，陶樑出，將駱升救醒。仁宗迴鑾，聽說此事，贊駱升為「義僕」，並賜金。 
嘉慶二十一年（1816年），陶樑署直隸天津道。嘉慶二十二年（1817年）擔任永平府知府。次年，改正定府知府。道光四年（1824年）任清河道。道光五年（1825年）加鹽運使銜。道光十年（1830年）任天津道。道光十二年（1832年）署永平府知府、任大名府知府、護大順廣道。次年，護大名道。道光十七年（1837年）署大順廣道。道光十八年（1838年）任湖北荊宜施道。道光二十二年（1842年）任湖南糧儲道、湖北漢黃德道。道光二十八年（1848年）任甘肅按察使、山西按察使，署山西布政使。次年，任江西布政使、太常寺卿。咸豐二年（1852年）任內閣學士、加紫禁城騎馬。咸豐三年（1853年）任朝考閱卷官，管理中書科事務、署吏部左侍郎。咸豐五年（1855年）任禮部右侍郎、禮部左侍郎。

## 著作
陶樑早有文名，曾从侍郎王昶，助其纂述。曾輯《畿輔詩傳》。有《紅豆樹館詩稿》。

## 後代
有子陶璋、陶彥壽。

## 延伸阅读
[在维基数据编辑]
 《清史稿·卷422》，出自趙爾巽《清史稿》